# Квон Янсук

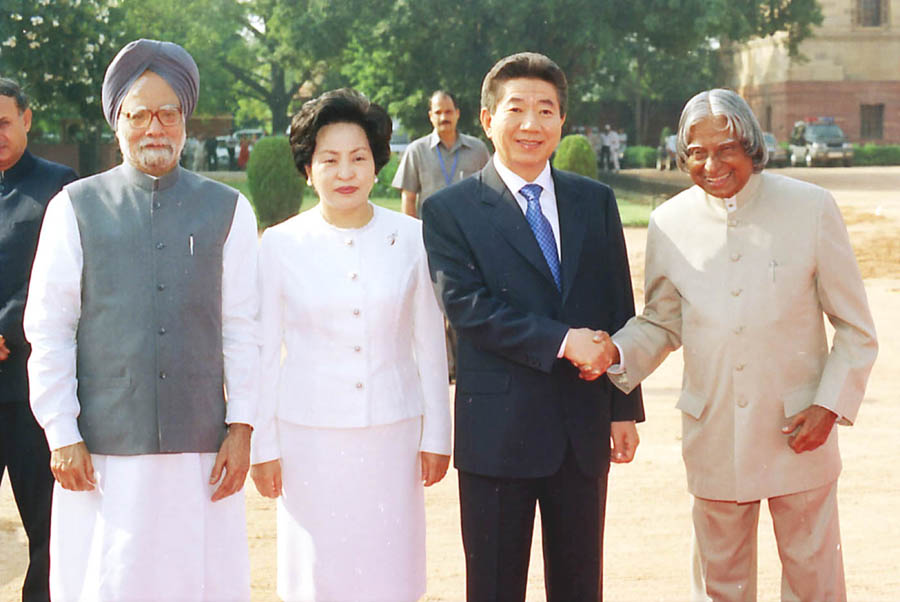
Президент Южной Кореи Но Му Хён с супругой Квон Ян Сук во время визита в Индии с Манмоханом Сингхом и Абдул Каламом. 2004 г.

Квон Ян Сук (кор. 권양숙; 23 декабря 1947, Масан, провинция Кёнсан-Намдо, Южная Корея) — первая леди Республики Корея (25 февраля 2003 — 25 февраля 2008).

## Биография
Буддистка. Окончила Высшую женскую коммерческую школу в Кесоне. В январе 1973 года вышла замуж за политика Но Му Хёна, ставшего в 2003 году Президентом Южной Кореи.
Во время избирательной кампании своего мужа действовала, чтобы заручиться поддержкой Но Му Хёна в буддийских кругах.
23 мая 2009 года её муж Но Му Хён, в связи с обвинением в получении 6 млн долларов в качестве взятки от текстильной фирмы в Пусане «Taekwang Ind Co., Ltd.» (кор. 태광실업?, 泰光實業?), покончил жизнь самоубийством.
Ныне вдова.

## Награды
- Орден Белого орла (3 декабря 2004 года, Польша)[3]